# 그레그 플릿
그레그 플릿(Greg Plitt)은 예비역 미국 육군 대위(2006년 예편) 출신의 미국 피트니스 모델이자 배우이다.